# Уесуґі Сінсаку
Сінсаку Уесуґі (яп. 上杉 晋作, Uesugi Shinsaku, нар. 17 квітня 1991 в Кіото) - японський шахіст, майстер ФІДЕ. За японською класифікацією володар 6-го дану. У травні 2007 року, у віці 16 років, став наймолодшим за всю історію переможцем чемпіонату Японії. Представляв національну збірну на шаховій олімпіаді 2010. Почесний член шахового гуртка Хакодате.  
Від 2000 року проживає в США. 2010 року закінчив середню школу Вінстона Черчілля в місті Потомак. У 2014 році закінчив Університет Каліфорнії в Берклі.

## Історія виступів
- 2005 року представляв Японію на чемпіонаті світу серед юніорів
- 2007 року грав на 1-й шахівниці за збірну Японії на юнацьких олімпійських іграх у Сингапурі[3]
- Виступив за збірну Японії на шаховій олімпіаді 2008[4]
- У 2009 році грав у шаховій лізі США за клуб Балтимор Кінгфішерс[5]

## Історія основних перемог

### У Японії
- 2007 року, у віці 16 років, став наймолодшим переможцем чемпіонату Японії[1]
- Триразовий чемпіон Японії серед юніорів: 2007[6], 2008[7], 2009[8]
- Тричі перемагав на відкритому літньому чемпіонаті Японії:2008[9], 2009[10], 2012[11]
- Вигравав такі турніри: різдвяний оупн (2012 рік)[12], новорічний оупн (2013)[13], голден оупн (2015)[14]

### У США
- У січні 2008 року виграв 40-й Вірджинія оупн[15]